# Ilièr e la Ramada
Ilièr e la Ramada (francès Illier-et-Laramade) és un municipi francès situat al departament de l'Arieja i a la regió d'Occitània.